# Henry G. Saperstein
Henry G. Saperstein (* 2. Juni 1918 in Chicago, Illinois; † 24. Juni 1998 in Beverly Hills, Kalifornien) war ein US-amerikanischer Filmproduzent und ab 1959 Inhaber der Trickfilmproduktionsgesellschaft United Productions of America.

## Leben
Saperstein wurde an der University of Chicago ausgebildet und betrieb später mehrere Theater in der Stadt. Mitte der 1950er Jahre arbeitete er zeitweise mit Colonel Tom Parker zusammen, dem Manager von Elvis Presley. 1955 zog er nach Hollywood, wo er als Distributor für die Monsterfilme von Tōhō tätig wurde. Ab 1958 produzierte er verschiedene Sportveranstaltungen wie Golf und Bowling für das Fernsehen und im darauf folgenden Jahr kaufte er die Trickfilmproduktionsgesellschaft United Productions of America von Stephen Bosustow, die insbesondere für ihre Figur Mister Magoo bekannt war. Saperstein produzierte daraufhin zwischen 1960 und 1962 130 Episoden einer gleichnamigen Fernsehserie. Zeitgleich entstand eine auf der Figur Dick Tracy basierende Serie.
1968 war Saperstein ausführender Produzent des Kriegsfilms Die Hölle sind wir mit Toshirō Mifune und Lee Marvin in den Hauptrollen. Kurz vor seinem Tod war er als ausführender Produzent an der Produktion der Disney-Realverfilmung Mr. Magoo mit Leslie Nielsen in der Titelrolle beteiligt.
Saperstein war verheiratet und hinterließ vier Kinder.

## Filmografie (Auswahl)
- 1960: Mister Magoo
- 1961: The Dick Tracy Show
- 1965: Frankenstein – Der Schrecken mit dem Affengesicht (Furankenshutain tai chitei kaijû Baragon)
- 1966: Frankenstein – Zweikampf der Giganten (Furankenshutain no kaijû: Sanda tai Gaira)
- 1968: Die Hölle sind wir (Hell in the Pacific)
- 1975: Die Brut des Teufels, Konga, Godzilla, King Kong (Mekagojira no gyakushu)
- 1997: Mr. Magoo